# Josip Vargović
Josip Vargović (Peteranec, 26. veljače 1866.  – Koprivnica, 13. travnja 1919. )
Godine 1902. postao je predsjednikom Dobrovoljnog vatrogasnog društva Koprivnica i ostao predsjednikom sve do 1919. godine. Izborio se tijekom 1905./1906. godine za gradnju suvremenog vatrogasnog doma u Frankopanskoj ulici. Izabran 1906. za gradonačelnika Koprivnice (na toj dužnosti ostao do 1913.). Zaslužan za osnivanje koprivničke gimnazije i gradnju njene zgrade, za dovođenje u Koprivnicu tvornice Danica, te za općenitu modernizaciju grada Koprivnice.